# Edwin Stanton McCook

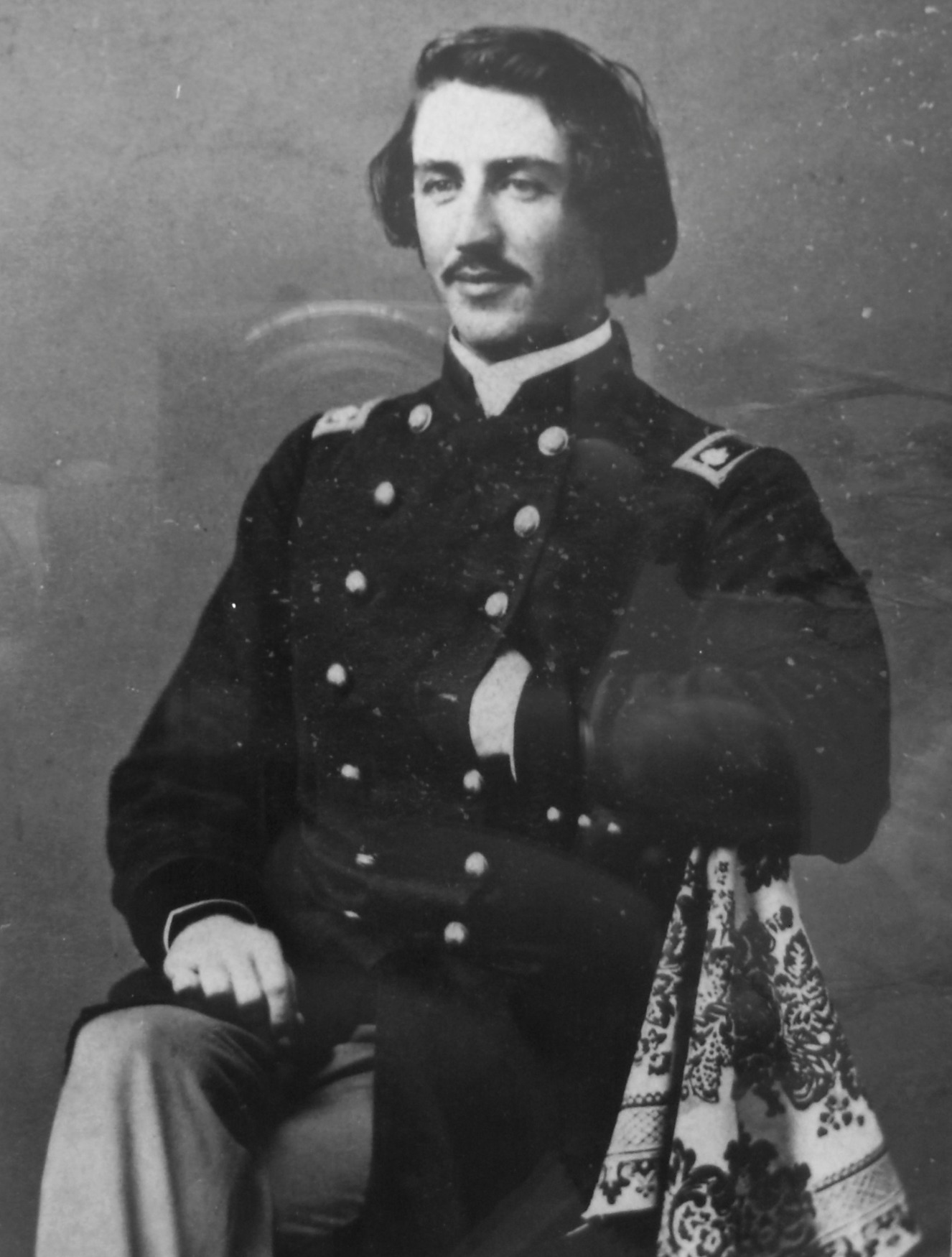
Edwin Stanton McCook (Das Foto wurde zwischen 1861 und 1865 aufgenommen)

Edwin Stanton McCook (* 26. März 1837 in Carrollton, Ohio; † 11. September 1873 in Yankton, Dakota-Territorium) war ein US-amerikanischer Offizier und Politiker. Seine Familie stellte zahlreiche Offiziere des Sezessionskrieges, weshalb sie auch „Fighting McCooks“ genannt wurde.

## Werdegang
Edwin Stanton McCook wurde als Sohn von Daniel McCook senior (1798–1863) und seiner Ehefrau Martha (1802–1879), geborene Latimer 1837 im Carroll County geboren. Er hatte zehn Geschwister: Latimer Abraham (1820–1869), George Wythe (1821–1877), John James (1823–1842), Catherine (1825–1847), Robert Latimer (1827–1862), Mary Jane (1830–1902), Alexander McDowell (1831–1903), Daniel junior (1834–1864), Charles Morris (1842–1861) und John James (1845–1911). Seine Kindheit war von der Wirtschaftskrise von 1837 überschattet und die Folgejahre vom Mexikanisch-Amerikanischen Krieg. Er besuchte die United States Naval Academy (USNA) in Annapolis (Maryland), und gehörte der Naval Lodge Nr. 69 (Freimaurer) in New York City an.
Nach dem Ausbruch des Sezessionskrieges rekrutierte McCook eine Kompanie und trat der 31. Illinois Infanterie bei, welche unter dem Kommando seines Freundes Colonel John A. Logan stand. McCook nahm an den Schlachten um Fort Henry und Fort Donelson teil, wo er schwer verwundet wurde. Später wurde ihm das Kommando über John A. Logans Brigade übertragen, als dieser das Kommando über die Division übernahm. Beim Zweiten Vicksburg-Feldzug erhielt McCook auch das Kommando über Logans Division. McCook kommandierte diese bei der Schlacht um Vicksburg unter Ulysses S. Grant. Im Jahr 1864 machte er sich in den Feldzügen von Chattanooga und Atlanta sowie während des Marsches zum Meer unter William T. Sherman verdient. Insgesamt wurde McCook während des Krieges dreimal schwer verwundet. Für seine Leistung während des Bürgerkrieges wurde er 1866 zunächst zum Brevet-Brigadegeneral und ein Jahr später zum Brevet-Generalmajor, jeweils mit Wirkung zum 13. März 1865, ernannt.
Nach dem Krieg zog er nach Westen und wurde 1872 zum Secretary of State des damaligen Dakota-Territoriums ernannt. McCook wurde im Frühjahr 1873 kommissarischer Gouverneur des Territoriums und vertrat den abwesenden Amtsinhaber John A. Burbank. Am 11. September 1873 wurde McCook durch den Bankier und politischen Gegenspieler Peter P. Wintermute in einem Saloon in Yankton bei einer öffentlichen Versammlung erschossen. Wintermute war über McCooks Haltung im Dakota Southern Railroad Streit verärgert.
McCook wurde auf dem Spring Grove Cemetery in Cincinnati (Ohio) beigesetzt, wo schon mehrere andere Familienmitglieder beerdigt wurden. Sein Grab befindet sich im Abschnitt 10, Reihe 1.

## Ehrungen
Das McCook County in South Dakota wurde ihm zu Ehren benannt.